# Strendur
Strendur (duń. Strænder) – wieś na Wyspach Owczych, na wyspie Eysturoy. Liczy obecnie (I 2015 r.) 766 mieszkańców. Ośrodek turystyczny.

## Demografia
Według danych Urzędu Statystycznego (I 2015 r.) jest piętnastą co do wielkości miejscowością Wysp Owczych.

## Transport
Od 21 grudnia 2020 miejscowość posiada połączenia tunelem Eysturoy z największą i najludniejszą wyspą Streymoy oraz z miejscowością Rókin leżącą na tej samej wyspie, oddzieloną fiordem Skálafjørður.